# Чемпіонат WTA 2021, одиночний розряд
Гарбінє Мугуруса виграла завершальний турнір року, здолавши в фіналі Анетт Контавейт з рахунком 6–3, 7–5. Вона стала першою іспанкою, якій підкорився цей титул.
Ешлі Барті повинна була захищати титул, здобутий у 2019-му, але знялася щоб зосередитися на відновленні та підготовці до наступного сезону.
Шість тенісисток: Орина Соболенко, Барбора Крейчикова, Марія Саккарі, Іга Швйонтек, Паула Бадоса, та Контавейт грали в завершальному турнірі року вперше.
Кароліна Плішкова стала першою тенісисткою після Ани Іванович у 2014-му році, й тільки третьою з часу запровадження колового етапу в 2003-му, яка не пройшла у півфінал попри два виграші на груповому етапі.

## Тенісистки
1. Орина Соболенко (Коловий турнір)
2. Барбора Крейчикова (Коловий турнір)
3. Кароліна Плішкова (Коловий турнір)
4. Марія Саккарі (Півфінал)
5. Іга Швйонтек (Коловий турнір)
6. Гарбінє Мугуруса (Чемпіонка)
7. Паула Бадоса (Півфінал)
8. Анетт Контавейт (Фінал)

## Запасні
1. Джессіка Пегула (не грала)
2. Елісе Мертенс (не грала)

Онс Жабер, Наомі Осака, Анастасія Павлюченкова та Еліна Світоліна могли бути запасними, але знялися перед початком турніру.

## Сітка

### Фінальна частина
|  | Півфінали | Півфінали        | Півфінали       | Півфінали | Півфінали |                 |                  | Фінал | Фінал | Фінал | Фінал | Фінал |
|  |           |                  |                 |           |           |                 |                  |       |       |       |       |       |
|  | 7         | Паула Бадоса     | 3               | 3         |           |                 |                  |       |       |       |       |       |
|  | 6         | Гарбінє Мугуруса | 6               | 6         |           |                 |                  |       |       |       |       |       |
|  | 6         | Гарбінє Мугуруса | 6               | 6         |           | 6               | Гарбінє Мугуруса | 6     | 7     |       |       |       |
|  |           |                  |                 |           |           | 6               | Гарбінє Мугуруса | 6     | 7     |       |       |       |
|  |           | 8                | Анетт Контавейт | 3         | 5         |                 |                  |       |       |       |       |       |
|  | 8         | 8                | Анетт Контавейт | 3         | 5         | Анетт Контавейт | 6                | 3     | 6     |       |       |       |
|  | 8         |                  |                 |           |           | Анетт Контавейт | 6                | 3     | 6     |       |       |       |
|  | 4         | Марія Саккарі    | 1               | 6         | 3         |                 |                  |       |       |       |       |       |

### Група Чічен-Ітса
|   |                 | Соболенко               | Саккарі                 | Свйонтек      | Бадоса        | Матчі В–П | Сети В–П | Гейми В–П | Місце |
| 1 | Орина Соболенко |                         | 6–7(1–7), 7–6(8–6), 3–6 | 2–6, 6–2, 7–5 | 4–6, 0–6      | 1–2       | 3-5      | 35-44     | 3     |
| 4 | Марія Саккарі   | 7–6(7–1), 6–7(6–8), 6–3 |                         | 6–2, 6–4      | 6–7(4–7), 4–6 | 2–1       | 4-3      | 41-35     | 2     |
| 5 | Іга Швйонтек    | 6–2, 2–6, 5–7           | 2–6, 4–6                |               | 7–5, 6–4      | 1–2       | 3-4      | 32-36     | 4     |
| 7 | Паула Бадоса    | 6–4, 6–0                | 7–6(7–4), 6–4           | 5–7, 4–6      |               | 2–1       | 4-2      | 34-27     | 1     |

### Група Теотігуакан
|   |                    | Крейчикова    | Плішкова           | Мугуруса           | Контавейт | Матчі В–П | Сети В–П | Гейми В–П | Місце |
| 2 | Барбора Крейчикова |               | 6–0, 4–6, 4–6      | 6–2, 3–6, 4–6      | 3–6, 4–6  | 0–3       | 2-6      | 34-38     | 4     |
| 3 | Кароліна Плішкова  | 0–6, 6–4, 6–4 |                    | 4–6, 6–2, 7–6(8–6) | 4–6, 0–6  | 2–1       | 4-4      | 33-40     | 3     |
| 6 | Гарбінє Мугуруса   | 2–6, 6–3, 6–4 | 6–4, 2–6, 6–7(6–8) |                    | 6–4, 6–4  | 2–1       | 5-3      | 40-38     | 2     |
| 8 | Анетт Контавейт    | 6–3, 6–4      | 6–4, 6–0           | 4–6, 4–6           |           | 2–1       | 4-2      | 32-23     | 1     |

Місце визначається за: 1) числом перемог; 2) числом матчів; 3) у разі рівності очок між двома тенісистками результатом гри між ними; 4) У разі рівності очок трьох тенісисток, (a) відсотком виграних сетів (результатом гри між собою, якщо дві тенісистки досі мають однакові показники), тоді (b) відсотком виграних геймів (результатом гри між собою, якщо дві тенісистки досі мають однакові показники), тоді (c) рейтингом WTA